# Phelipanche lainzii
Phelipanche lainzii är en snyltrotsväxtart som beskrevs av Gómez Nav., Roselló, Peris, A.Valdés och Sanchis. Phelipanche lainzii ingår i släktet Phelipanche och familjen snyltrotsväxter. Inga underarter finns listade i Catalogue of Life.